# بلال حاجو
بلال حسين حاجو (1 فبراير 1980) هو مدرب كرة قدم لبناني ولاعب سابق ومساعد مدرب نادي التضامن صور، لعب كلاعب خط وسط دفاعي.

## مهنة النادي
بدأ حاجو مسيرته المهنية مع التضامن صور. ساعد فريقه على الفوز بكأس الاتحاد اللبناني في موسم 2000–01، والدوري اللبناني الممتاز في نفس العام (ومع ذلك، ألغى الاتحاد اللبناني اللقب من التضامن). كما لعب لنادي المبرة قبل أن يعود إلى التضامن.
وفي مايو 2022، قرر اعتزال كرة القدم. وأعرب عن نيته أن يصبح المدير الفني للنادي في المستقبل.

## مهنة إدارية
في 28 يونيو 2022، عُين مساعدًا لمدرب التضامن صور، الذي سبق له اللعب مع النادي.

## الحياة الشخصية
متزوج ولديه ولدان.

## الإنجازات
التضامن صور
- كأس الاتحاد اللبناني: 2000–01
- كأس التحدي اللبناني: 2013، 2018؛ المركز الثاني: 2017
- دوري الدرجة الثانية: 2015–16

المبرة
- كأس الاتحاد اللبناني: 2007–08؛ الوصيف: 2009–10
- كأس السوبر اللبناني: 2008

## روابط خارجية
- بلال حاجو على موقع أف آي لبنان (FA Lebanon)
- بلال حاجو على فرق كرة القدم الوطنية.كوم
- بلال حاجو  على سكروي